# Колласо, Родольфо
Родольфо Колласо (исп. Rodolfo Collazo; 26 апреля 1983, Росарио, Уругвай) — уругвайский гребец (академическая гребля). Участник Летних Олимпиад 2004, 2008 и 2012.
На Летней Олимпиаде 2012 года в Лондоне был знаменосцем сборной Уругвая во время Парада наций на официальном открытии игр.